# Gornji Dobrić
Gornji Dobrić (cyr. Горњи Добрић) – wieś w Serbii, w okręgu maczwańskim, w mieście Loznica. W 2011 roku liczyła 637 mieszkańców.